# Гейр Хадльгримссон
Гейр Хадльгримссон (исл. Geir Hallgrímsson; 16 декабря 1925 — 1 сентября 1990) — исландский политик, премьер-министр Исландии с 28 августа 1974 до 1 сентября 1978, представитель Партии независимости в Исландии.

## Биография
Родился в семье крупного торговца и члена альтинга. Окончил среднюю школу в 1944. Получил высшее юридическое образование в Исландском университете (окончил в 1948, во время учёбы был председателем студенческого совета). Руководил судебным департаментом Рейкьявика в 1951–1959, а также был генеральным директором адвокатской конторы H. Benediktsson & Co (1955–1959), был адвокатом Верховного Суда. С 1954 избирался в состав городского совета Рейкьявика. Изучал право и экономику в Гарвардском университете.
В 1959—1972 — мэр Рейкьявика, на этом посту способствовал строительству асфальтированных автодорог и развитию геотермального отопления города. Благодаря этому стал настолько популярен, что на выборах мэра в 1970 получил 99 % голосов. В том же году был избран в Альтинг, став первым номером в списке Партии независимости.
Политическую деятельность начал в Партии независимости, с 1965 — член исполкома, с 1971 — вице-председатель, с 1973 — председатель партии, сменив Йоуханна Хафстейна, ушедшего в отставку по состоянию здоровья.
В 1974 на парламентских выборах ПН одержала внушительную победу, получив 42,5 % голосов и 25 из 60 мест в альтинге.
В 1974—1978 — премьер-министр Исландии в правоцентристском коалиционном кабинете с Прогрессивной партией. На период его премьерства пришёлся конфликт с Великобританией по поводу расширения Исландией территориальных вод для рыболовного промысла («тресковая война»), в ходе которого 24 февраля 1976 г. были разорваны дипломатические отношения с Британией.
В сентябре 1977 стал первым в истории премьер-министром Исландии, посетившим СССР.
В 1978 на выборах правительственные партии сократили своё представительство в парламенте, и новое правительство было сформировано без участия Партии независимости. После того, как его однопартиец Гуннар Тороддсен, отколовшись от Партии независимости, сформировал правительственную коалицию с левыми партиями с участием трёх однопартийцев, Хадльгримссон руководил парламентской оппозицией.
В 1983 проиграл выборы лидера партии Торстейнну Пальссону и потерял место в парламенте, одновременно ушёл с поста председателя партии,
в 1983—1986 — министр иностранных дел в коалиционном кабинете Стейнгримура Херманнссона.
После этого стал одним из трёх управляющих Центрального банка Исландии и занимал эту должность до своей смерти.